# Europa Cup (mannenhandbal) 1987/88
De European Champions Cup 1987/88 was de achtentwintigste editie van de hoogste handbalcompetitie voor clubs in Europa.

## Deelnemers
| Eerste ronde | Eerste ronde |
| --- | --- |
| - Sporting Neerpelt: Kampioen van België - CSKA Sofia: Kampioen van Bulgarije - IKN Larnacas: Kampioen van Cyprus - Kolding IF Handbold: Kampioen van Denemarken - SC Empor Rostock: Kampioen van DDR - TUSEM Essen: Kampioen van Duitsland - Vestmanna IF: Kampioen van Faeröer - BK-46 Karis: Kampioen van Finland - USM Gagny: Kampioen van Frankrijk - Ionikós de Néa Filadélfia: Kampioen van Griekenland - Veszprémi ÁÉV-Bramac SE: Kampioen van Hongarije - Vikingur Reykjavik: Kampioen van IJsland - Maccabi Rishon LeZion: Kampioen van Israël | - CC Ortigia Siracusa: Kampioen van Italië - HB Eschois Fola: Kampioen van Luxemburg - Sittardia: Kampioen van Nederland - Stavanger IF: Kampioen van Noorwegen - ATSE Waagner Biro Graz: Kampioen van Oostenrijk - ABC Braga: Kampioen van Portugal - Steaua București: Kampioen van Roemenië - CD Bidasoa: kampioen van Spanje - Dukla Praag: Kampioen van Tsjecho-Slowakije - Halkbank Ankara: Kampioen van Turkije - Liverpool: Kampioen van het Verenigd Koninkrijk - Redbergslids IK: Kampioen van Zweden - ZMC Amicitia: Kampioen van Zwitserland |
| Tweede ronde | |
| - Metaloplastika Šabac: Kampioen van Joegoslavië - Wybrzeże Gdańsk: Kampioen van Polen | - CSKA Moskou: Kampioen van de Sovjet-Unie |

## Voorronde

### Eerste ronde
| Team 1                  | Score   | Team 2                    | 1       | 2       |
| ----------------------- | ------- | ------------------------- | ------- | ------- |
| Veszprémi ÁÉV-Bramac SE | 64 - 51 | Maccabi Rishon LeZion     | 32 - 24 | 32 - 27 |
| Vikingur Reykjavik      | 67 - 22 | Liverpool                 | 29 - 13 | 38 - 09 |
| Stavanger IF            | 33 - 50 | Kolding IF Handbold       | 16 - 25 | 17 - 25 |
| CC Ortigia Siracusa     | 45 - 46 | Halkbank Ankara           | 26 - 18 | 19 - 28 |
| ATSE Waagner Biro Graz  | 28 - 64 | Dukla Praag               | 15 - 29 | 13 - 25 |
| ZMC Amicitia            | 42 - 36 | ABC Braga                 | 26 - 14 | 16 - 22 |
| IKN Larnacas            | 41 - 84 | Ionikós de Néa Filadélfia | 23 - 42 | 18 - 42 |
| Sittardia               | 29 - 38 | Sporting Neerpelt         | 19 - 28 | 10 - 18 |
| USM Gagny               | 35 - 40 | CD Bidasoa                | 21 - 21 | 14 - 19 |
| Redbergslids IK         | 62 - 42 | BK-46 Karis               | 30 - 21 | 32 - 21 |
| Steaua București        | 48 - 43 | CSKA Sofia                | 26 - 22 | 22 - 21 |
| HB Eschois Fola         | 22 - 59 | SC Empor Rostock          | 11 - 29 | 11 - 30 |
| Vestmanna IF            | 17 - 28 | TUSEM Essen               | -       | -       |

### Tweede ronde
| Team 1             | Score   | Team 2                    | 1       | 2       |
| ------------------ | ------- | ------------------------- | ------- | ------- |
| CSKA Moskou        | 46 – 36 | Veszprémi ÁÉV-Bramac SE   | 24 – 14 | 22 – 22 |
| Vikingur Reykjavik | 44 – 27 | Kolding IF Handbold       | 19 – 16 | 38 – 09 |
| Halkbank Ankara    | 44 – 65 | Metaloplastika Šabac      | 25 – 28 | 19 – 37 |
| ZMC Amicitia       | 37 – 39 | Dukla Praag               | 21 – 19 | 16 – 20 |
| CD Bidasoa         | 33 – 31 | Sporting Neerpelt         | 15 – 14 | 18 – 17 |
| Steaua București   | 53 – 51 | Redbergslids IK           | 28 – 21 | 25 – 30 |
| SC Empor Rostock   | 38 – 40 | TUSEM Essen               | 22 – 19 | 16 – 21 |
| Wybrzeże Gdańsk    | 57 – 31 | Ionikós de Néa Filadélfia | 30 – 15 | 27 – 16 |

## Hoofdronde

### Kwartfinale
| Team 1               | Score   | Team 2           | 1       | 2       |
| -------------------- | ------- | ---------------- | ------- | ------- |
| Vikingur Reykjavik   | 39 – 49 | CSKA Moskou      | 19 – 24 | 20 – 25 |
| Metaloplastika Šabac | 51 – 44 | Dukla Praag      | 25 – 22 | 26 - 22 |
| Wybrzeże Gdańsk      | 33 - 38 | CD Bidasoa       | 19 – 19 | 14 – 19 |
| TUSEM Essen          | 40 - 35 | Steaua București | 16 – 11 | 24 – 24 |

### Halve finale
| Team 1               | Score   | Team 2      | 1       | 2       |
| -------------------- | ------- | ----------- | ------- | ------- |
| Metaloplastika Šabac | 40 – 40 | CSKA Moskou | 24 – 24 | 16 - 16 |
| TUSEM Essen          | 34 – 26 | CD Bidasoa  | 22 – 7  | 12 - 19 |

### Finale
| Datum       | Team 1      | Score   | Team 2      | Locatie           |
| ----------- | ----------- | ------- | ----------- | ----------------- |
|             | CSKA Moskou | 18 – 15 | TUSEM Essen | ?                 |
| 24 mei 1988 | TUSEM Essen | 21 – 18 | CSKA Moskou | Grugahalle, Essen |
|             | Totaal      |         |             |                   |
| CSKA Moskou | CSKA Moskou | 36 – 36 | TUSEM Essen | TUSEM Essen       |

|             |
|             |
| CSKA Moskou |
| 1ste titel  |